# Луций Валерий Потит (консул 393 года до н. э.)
Луций Валерий Потит (лат. Lucius Valerius Potitus; V—IV века до н. э.) — римский политический деятель, пять раз занимавший должность военного трибуна с консульской властью (414, 406, 403, 401 и 398 годы до н. э.), дважды консул (393 и 392 годы до н. э.).

## Происхождение
Луций Валерий принадлежал к одному из самых знатных патрицианских родов Рима. Легендарный прародитель Валериев был сабинянином и переселился в Рим вместе с соправителем Ромула Титом Тацием. Его потомок Публий Валерий Публикола стал одним из основателей Римской республики и консулом в первый год её существования (509 до н. э.), и в дальнейшем Валерии регулярно появлялись в Капитолийских фастах. На письме представители этого рода именовались Валезиями, пока в конце IV века до н. э. Аппий Клавдий Цек не провёл модернизацию латинского языка, приведя нормы письменного языка в соответствие с живой речью.
Отцом Луция Валерия был консул 449 года до н. э. того же имени, внук Публиколы.

## Биография
В течение шестнадцати лет Луций Валерий пять раз становился военным трибуном с консульской властью. В 414 году до н. э. он был одним из четырёх высших магистратов. Его коллегу Публия Постумия Альбина Региллена убили собственные солдаты, после чего был назначен интеррекс.
В 406 году до н. э. у Потита снова было трое коллег. Трибуны этого года по решению сената внесли в народное собрание предложение об объявлении войны Вейям, так как в этом городе были оскорблены римские послы, но плебеи это предложение отвергли. В дальнейшем трибуны воевали с вольсками: Луций Валерий действовал против Антия, а затем присоединился к одному из коллег Нумерию Фабию, чтобы вместе взять и разграбить Анксур. Захваченная богатая добыча досталась легионерам, которые к тому же впервые в истории Рима получили за этот год жалованье. Это существенно улучшило отношения между плебеями и патрициями, в частности, позволив сенату всё-таки начать войну с Вейями.
В 403 году до н. э. Луций Валерий вошёл в состав коллегии военных трибунов максимальной численности: всего было выбрано восемь человек. В течение этого трибуната продолжалась осада Вейй, и армия Рима впервые продолжила военные действия зимой.
Во время четвёртого трибуната (401 год до н. э.) у Луция Валерия было пятеро коллег. В условиях войны на несколько фронтов он получил по жребию командование в войне с вольсками и после неудачного штурма Анксура начал осаду города, увенчавшуюся успехом только в следующем году. В 398 году до н. э. Потит был снова одним из шести военных трибунов. Он вёл войну с Фалерией и занимался главным образом грабежами, собрав огромную добычу.
В 394 году Потит отправился послом в Дельфы, чтобы отвезти золотую чашу в дар Аполлону. В пути посольский корабль был захвачен липарскими пиратами, но предводитель последних отпустил римлян и даже предоставил им охрану.
В 393 году до н. э. Луция Валерия выбрали консулом вместе с Публием Корнелием Малугинским Коссом, но обоим пришлось вскоре сложить полномочия как избранным с погрешностью. Потит был избран на выборах на 392 год, и его коллегой стал Марк Манлий Капитолин. Консулы организовали Великие игры, исполняя обет Марка Фурия Камилла, и победили эквов, причём враг бежал, даже не приняв боя. Тем не менее Луций Валерий получил триумф — «за упорство в истреблении бегущего противника».
В следующем году, когда оба консула заболели, сенат приказал им сложить полномочия и назначил одного за другим трёх интеррексов. Третьим стал Луций Валерий, организовавший выборы военных трибунов на следующий год. В 390 году до н. э., после взятия Рима галлами и провозглашения Марка Фурия Камилла диктатором, Луций Валерий стал начальником конницы. Его задачей было привести войско от Вейй.
Последнее упоминание Луция Валерия относится к 387 году до н. э., когда он был интеррексом (снова третьим по счёту) и проводил выборы военных трибунов.

## Потомки
Сыновьями Луция Валерия были пятикратный военный трибун с консульской властью Луций Валерий Публикола и шестикратный трибун Публий Валерий Потит Публикола.